# See (Lupburg)

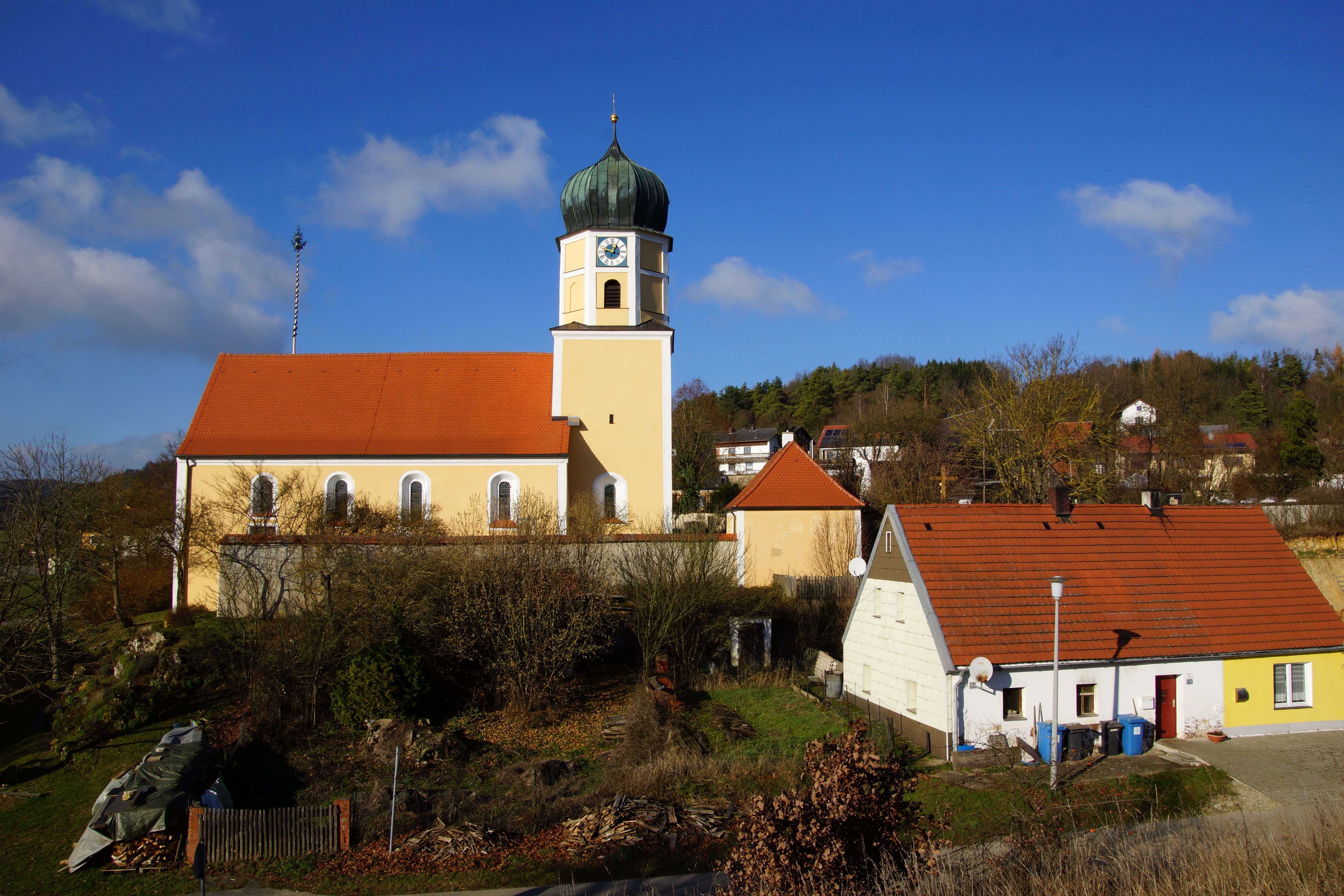
Pfarrkirche St. Martin in See

See ([zeː] ) ist ein Gemeindeteil des Marktes Lupburg im Landkreis Neumarkt in der Oberpfalz in Bayern.

## Geographie
Das Pfarrdorf liegt zwei Kilometer südlich von Lupburg im Oberpfälzer Jura auf 473 m ü. NHN und etwa 1,2 Kilometer westlich des Tales der Schwarzen Laber. Man erreicht den Ort über die Kreisstraße NM 35 aus Richtung Parsberg und die Kreisstraße R 29 aus Richtung Beratzhausen.

## Geschichte
Schon zu Zeiten der Karolinger bestand in See ein Königshof. Es ist anzunehmen, dass die Kirche St. Martin in See eine der ältesten, von den Karolingern (788–911) hier gegründeten zahlreichen Martinskirchen ist. Vom Königshof See aus erfolgte die Erschließung der umliegenden Gegend. Ortschaften wie z. B. Dettenhofen, Seibertshofen und Willenhofen weisen darauf hin. Diese Erschließung erfolgte entlang der Reichsstraße, die durch das Tal der Schwarzen Laber von Regensburg nach Nürnberg und Bamberg führte.
Die Straßenführung aus Regensburg durch das Tal der Schwarzen Laaber in Richtung Norden lässt sich urkundlich seit dem 11. Jahrhundert nachweisen. Der Ort See ist als Urpfarrei des Gebietes anzusehen, das vom Geschlecht der Parsberger (1224–1730) beherrscht wurde. Für das Jahr 1007 ist ein Aufenthalt des späteren Kaiser Heinrichs II. in See bezeugt. Im Jahr 1114 nennt eine Urkunde der Bischöfe von Regensburg und Bamberg den Ort Mertinesse (Martins-See). Zu dieser Zeit gehörten die Orte Parsberg (bis 1444), Lupburg, Willenhofen und Granswang zur Pfarrei See.
In den Urbaren von etwa 1231–1237, etwa 1285 und 1326 werden Kirche und Vogtei See dem Amt Velburg zugeordnet, dem jährlich 2 lb Vogteigeld zu entrichten waren. 1326 wird erwähnt, dass ein Zenger die Vogtei zu See innehabe. Im Jahre 1326 wurden dem Ritter Dietrich von Parsberg von Kaiser Ludwig der Bayer die Rechte auf die Burg Parsberg bestätigt. Gleichzeitig verlieh er ihm die Vogtei über die Pfarrkirche in See. Später kaufte das Haus der Zenger die Vogteirechte von den Herren von Parsberg. Im Jahre 1422 konnte Hans von Parsberg von dem Regenstaufer Jörg Zenger diese Vogtei und die Abgaben aus der Pfarrei See zurückkaufen. Dabei musste er 160 Gulden an Jörg Zenger entrichten.
An dem Postweg von Regensburg über Neumarkt nach Nürnberg wurde im Jahr 1663 die damalige Taxische und später kaiserliche Reichsposthalterei gegründet. Der Postweg verlief über Deining,
Eichenhofen, Parsberg, See nach Beratzhausen und Regensburg. Bis zu ihrem Aussterben im Jahre 1730 blieben die Herren von Parsberg im Besitz ihrer Rechte an See, wo sie verschiedene Grundstücke und Güter besaßen.
Ab 1765 verlief die Postlinie Regensburg-Nürnberg gemäß kurfürstlichem Erlass nicht mehr über Laaber, See und Parsberg, sondern über Hemau und Daßwang. Damit verlor der frühere Weg über das Labertal an Bedeutung.
Der Schriftsteller Erwin Ott (geb. 1892 in Jägerndorf, Österreich-Ungarn) fand hier 1947 seine letzte Ruhe.
Die ehemalige Gemeinde See mit den Gemeindeteilen Seibertshofen, Niederhofen und Dettenhofen wurde am 1. Januar 1972 zur Marktgemeinde Lupburg eingemeindet.